# Glossaire des armes blanches
Ce glossaire des armes blanches recense les termes et expressions techniques propres aux armes blanches, aux couteaux et à la coutellerie. Il aborde également des notions historiques ainsi que les évolutions liées aux progrès techniques.

## A
- Haut – A
- B
- C
- D
- E
- F
- G
- H
- I
- J
- K
- L
- M
- N
- O
- P
- Q
- R
- S
- T
- U
- V
- W
- X
- Y
- Z

### Acier

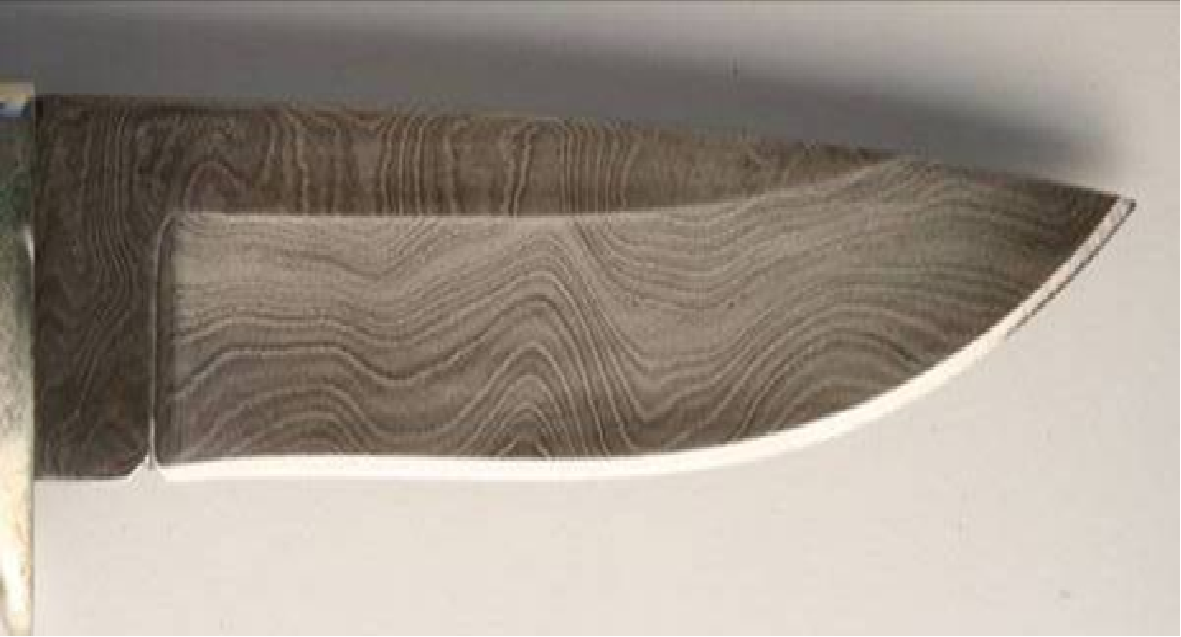
Acier Damas de corroyage

- Un acier est un alliage métallique constitué principalement de fer et de carbone. Il se distingue des fontes et des ferroalliages par sa teneur en carbone comprise entre 0,02 % et 2 % en masse. C’est essentiellement cette teneur en carbone qui confère à l'acier ses propriétés.

- L' acier de Damas (aussi appelé acier damassé, ou encore acier Damas) est le nom donné à deux types d'aciers à l'apparence particulière :
  - en premier lieu, historiquement, il s'agit d'un acier, aussi appelé wootz, élaboré en Inde et forgé sur place ainsi qu'au Moyen-Orient, réputé pour sa qualité et caractérisé par son aspect ou ses motifs moirés. L'élaboration de cet acier, et le savoir-faire associé, disparaît au cours du XVIIe siècle ;
  - ultérieurement, ce sont des aciers hétérogènes constitués de plusieurs nuances d'acier soudées et forgées pour obtenir des motifs plus ou moins complexes. Ce matériau, appelé « acier Damas de corroyage », emprunte le nom du métal historique par abus de langage à cause de sa ressemblance superficielle avec l'acier Damas wootz. Sa fabrication se retrouve dans de nombreux pays ; elle peut être liée à un savoir-faire traditionnel et ancestral (comme le Mokume-gane japonais), ou être un procédé moderne améliorant l'esthétique de certains objets.

### Acier inoxydable
- L'acier inoxydable, couramment appelé acier inox ou inox, est un acier (alliage à base de fer et de carbone), comportant moins de 1,2 % de carbone et plus de 10,5 % de chrome, dont la propriété remarquable est d'être peu sensible à la corrosion et de ne pas se dégrader en rouille.

### Affiler
- Former un fil sur le tranchant d’une lame afin d’être certain d’avoir visuellement l’épaisseur minimale du tranchant[1].

## C
- Haut – A
- B
- C
- D
- E
- F
- G
- H
- I
- J
- K
- L
- M
- N
- O
- P
- Q
- R
- S
- T
- U
- V
- W
- X
- Y
- Z

### Couteau

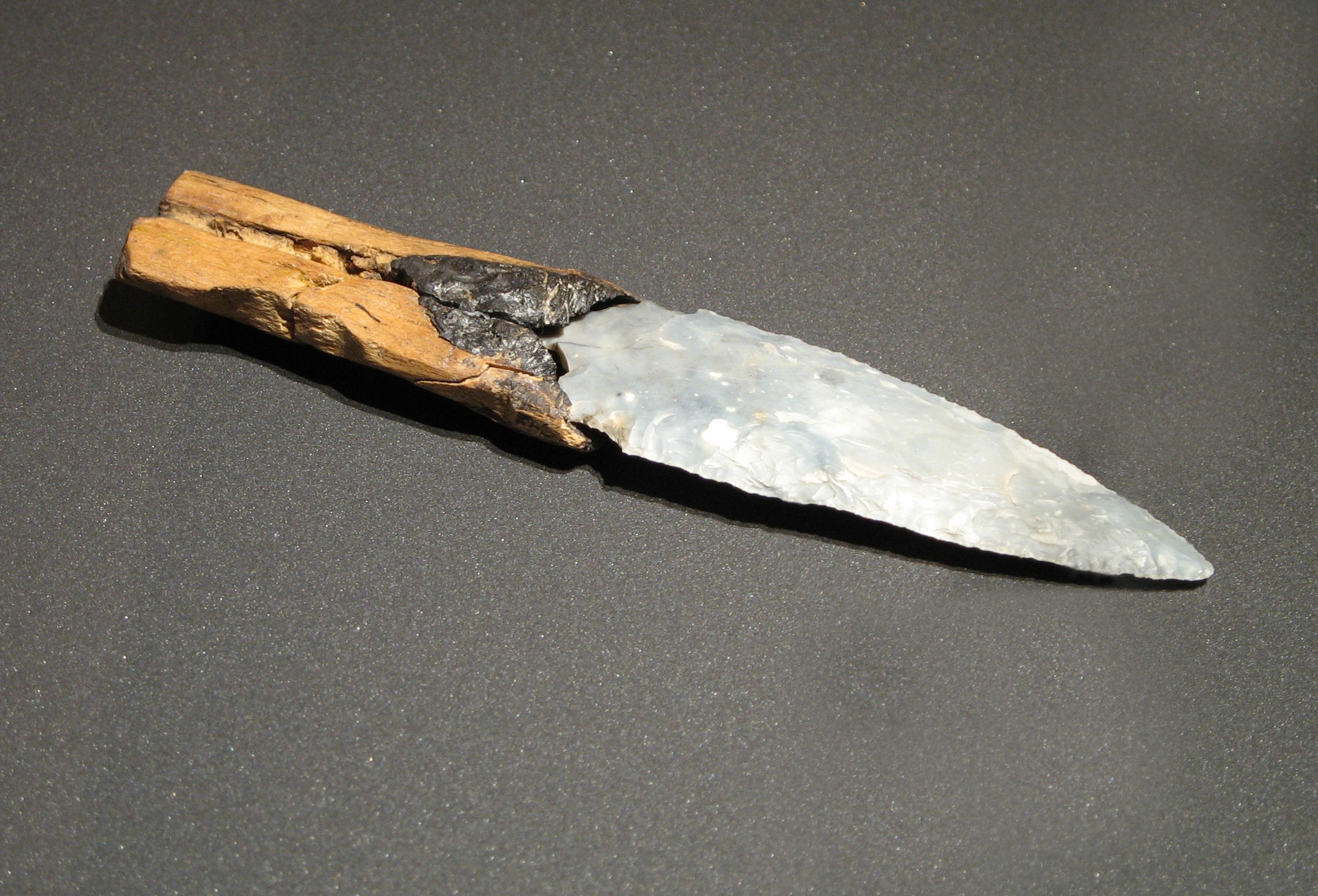
Couteau en silex daté de 2900 ans av. J.-C. trouvé en 2003 à Allensbach en Allemagne, parmi les vestiges d'une habitation sur pilotis près du lac de Constance

- Un couteau est un outil tranchant ou une arme blanche comportant une lame (suffisamment courte pour ne pas être qualifiée de sabre ou de machette) et un manche (ou une partie de la lame réservée à cette fonction) permettant de manier l'outil sans se blesser.

### Couteau balistique
- Un couteau balistique est un couteau à lame éjectable. Le mécanisme permettant à la lame d'être éjectée du manche est actionné par un ressort ou une compression. Les couteaux balistiques ont été produits par l'entreprise Ostblock en Union soviétique.

### Couteau de combat
- Un couteau de combat est un couteau conçu pour l'usage militaire, spécialement pour le combat rapproché.

### Couteau de survie
- Un couteau de survie est un couteau destiné à la survie dans un environnement sauvage, souvent en cas d'urgence lorsque l'utilisateur a perdu la plupart de son équipement principal.

### Couteau suisse

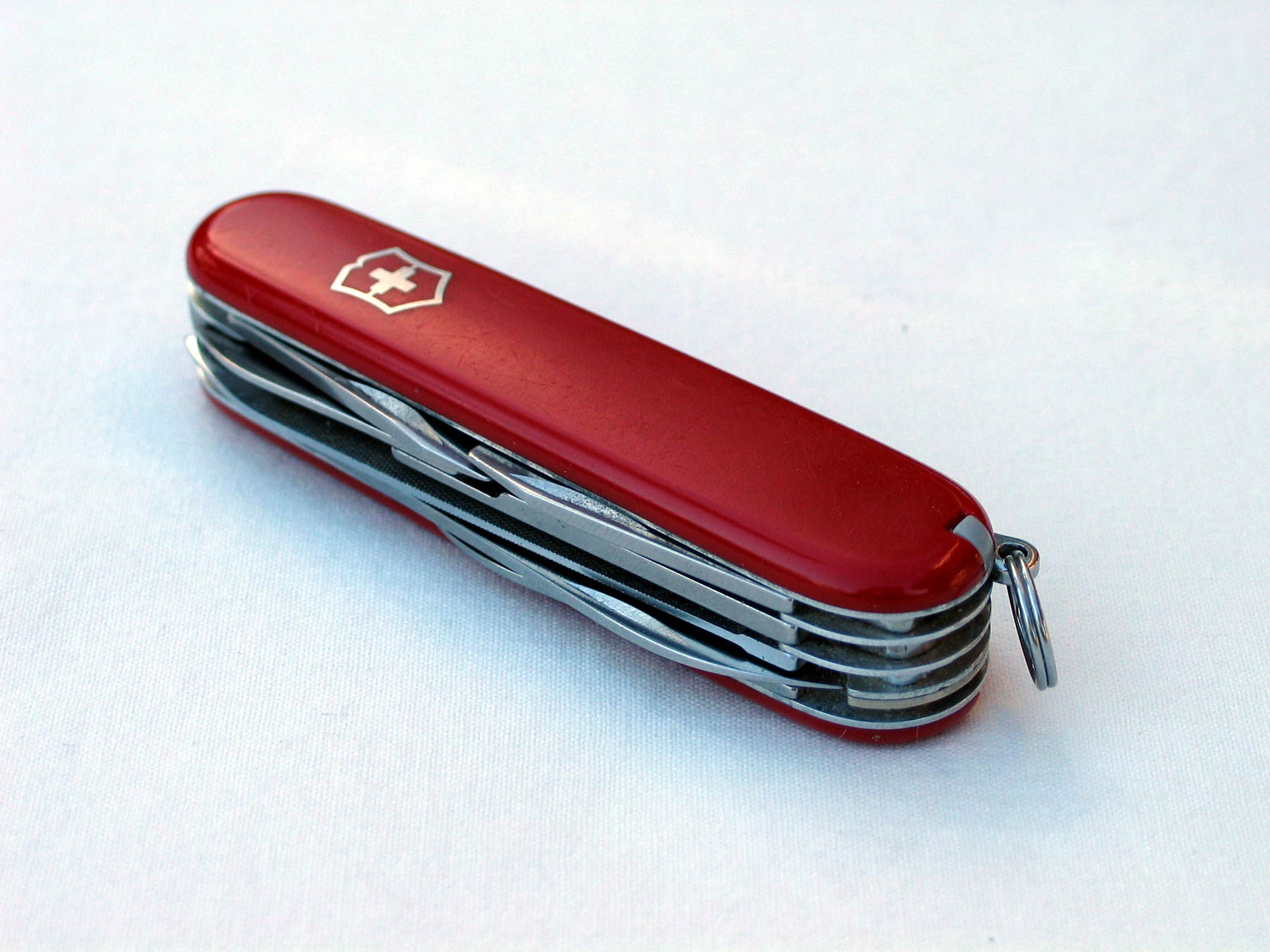
Un couteau suisse produit par Victorinox.

- Le couteau suisse est un couteau de poche multifonction constitué d'un couteau, associé à de nombreux outils. La lame du couteau et les outils étant pliables dans le manche, le couteau suisse a ainsi un format de poche tout en assurant de multiples fonctions.

## D
- Haut – A
- B
- C
- D
- E
- F
- G
- H
- I
- J
- K
- L
- M
- N
- O
- P
- Q
- R
- S
- T
- U
- V
- W
- X
- Y
- Z

### Dague
- Une dague est une arme blanche courte, à double tranchant.

## F
- Haut – A
- B
- C
- D
- E
- F
- G
- H
- I
- J
- K
- L
- M
- N
- O
- P
- Q
- R
- S
- T
- U
- V
- W
- X
- Y
- Z

### Fer
- Le fer est l'élément chimique de numéro atomique 26, de symbole Fe. Le corps simple est le métal et le matériau ferromagnétique le plus courant dans la vie quotidienne, le plus souvent sous forme d'alliages divers. Le fer pur est un métal de transition ductile, mais l'adjonction de très faibles quantités d'éléments additionnels modifie considérablement ses propriétés mécaniques. Allié au carbone et avec d'autres éléments d'addition il forme les aciers, dont la sensibilité aux traitements thermomécaniques permet de diversifier encore plus les propriétés du matériau.

### Fil
- Tranchant de la lame[2].

### Forge
- Le mot forge désigne le travail du métal par déformation, à chaud ou à froid, par l'utilisation d'un outil de choc et d'un support. Ce métier est exercé par le forgeron et aussi partiellement par le maréchal-ferrant ou le serrurier. Par extension, il désigne l'établissement où l'on forge le métal.

## G

### Garde
- La garde d'une arme blanche est la pièce qui protège la main, située entre la lame et la poignée[3].

## L

### Lame
- La lame est le fer d'une arme blanche, "morceau plat, mince et étroit, d’un métal ou d’une autre matière dure"[4].

## M

### Mitre
- Les mitres d'un couteau sont les parties métalliques qui viennent orner les extrémités du manche. Un couteau sans mitre est un couteau de finition dite « plein manche ».